# シャーリー・ダンジェロ
シャーリー・ダンジェロ（Sharlee D'Angelo、1973年4月27日 - ）は、スウェーデンのヘヴィメタルミュージシャン、ベーシスト。
アーチ・エネミー及びスピリチュアル・ベガーズなどのベーシストとして著名。愛用しているアイバニーズのベースはシグネイチャーモデルとして日本国内でも販売されている。

## 略歴
1990年から、キング・ダイアモンドに参加。1993年に脱退。音源には参加していない。1994年からは、キング・ダイアモンドが中心メンバーのマーシフル・フェイトに加入。4枚のアルバムに参加した。
マーシフル・フェイト活動中の1996年には、キング・ダイアモンドに関わりのある、シャーリーとスノーウィ・ショウ、アンディ・ラ・ロックの3名にヨナス・ダールストロームが加わって、IllWillというスラッシュ・メタルバンドを結成、1枚のアルバムを発表している。また1997年には、デンマークのデスラッシュバンド、FaceliftのEPの2曲に参加している。
1997年からザ・ホーンテッドのパトリック・ヤンセンのサイド・プロジェクト、ウィッチリーに加入。5枚のフルアルバムに参加している。
また同年にはキンバリー・ゴスとアレキシ・ライホが中心のパワーメタルバンド、シナジーにも加入。1枚のフルアルバムに参加し、1999年に脱退している。
1998年にはスウェーデンのデスメタルバンド、ディスメンバーに加入。1枚のアルバムに参加し、2000年に脱退した。
また、マーティン・ベンソンが脱退したアーチ・エネミーに加入。以後、アーチ・エネミーをメインバンドとして活動していくこととなる。アーチ・エネミーでは、3rdアルバム以降の音源に参加している。この縁からか、ロジャー・ニルソンが脱退したスピリチュアル・ベガーズに2005年に加入している。

## ディスコグラフィ

### アーチ・エネミー
フルアルバム
- 1999年7月27日　バーニング・ブリッジズ Burning Bridges
- 2001年4月8日　ウェイジズ・オブ・シン Wages of Sin
- 2003年8月25日　アンセムズ・オブ・リベリオン Anthems of Rebellion
- 2005年8月22日　ドゥームズデイ・マシーン Doomsday Machine
- 2007年9月21日　ライズ・オブ・ザ・タイラント Rise of the Tyrant
- 2011年5月18日  ケイオス・リージョンズ Khaos Legions
- 2014年 ウォー・エターナル War Eternal
- 2017年 ウィル・トゥ・パワー Will to Power
- 2022年 デシーヴァーズ Deceivers

コンピレーション・アルバム
- 2009年9月30日　ルート・オブ・オール・イーヴィル The Root of All Evil
- 2019年 アーチ・エネミー ベスト2019 - Arch Enemy Best 2019

シングル・ミニアルバム
- 2002年3月6日　バーニング・エンジェル Burning Angel
- 2004年11月15日　デッド・アイズ・シー・ノー・フューチャー Dead Eyes See No Future

ライブ・アルバム
- 2000年8月23日　バーニング・ジャパン・ライヴ1999 Burning Japan Live 1999

1999年の来日公演を記録したものである。ヴォーカルはヨハン。
- 2008年11月21日　タイランツ・オブ・ザ・ライジング・サン Tyrants of the Rising Sun

2008年3月に新木場スタジオ・コーストで行われた来日公演を収録したもの。
DVD
- 2006年7月26日　ライヴ・アポカリプス Live Apocalypse
- 2008年11月21日　タイランツ・オブ・ザ・ライジング・サン Tyrants of the Rising Sun

### ウィッチリー
アルバム
- 1998年 Restless & Dead
- 1999年 Dead, Hot and Ready
- 2001年 Symphony for the Devil
- 2006年 Don't Fear the Reaper
- 2010年 Witchkrieg

EP
- 1999年 Witchburner (EP)

### スピリチュアル・ベガーズ
アルバム
- 2005年 ディーモンズ Demons
- 2010年 リターン・トゥ・ゼロ Return to zero
- 2013年 アース・ブルース Earth Blues
- 2016年 サンライズ・トゥ・サンダウン Sunrise to Sundown

### マーシフル・フェイト
アルバム
- 1994年 Time（1994年）
- 1996年 Into The Unknown
- 1998年 Dead Again
- 1999年 9

### ディスメンバー
アルバム
- 2000年 Hate Campaign

### シナジー
アルバム
- 1999年 Beware the Heavens

### IllWill
アルバム
- 1998年 Evilution

デモ
- 1997年 Revolution

### Facelift
EP
- 1997年 State Of The Art (2曲に参加)

## 使用機材

### ベース
- Ibanez SDB1
- Ibanez SDB Custom

### アンプ
- Aguilar DB 751
- Aguilar DB 810

### エフェクター
- MXR d.i.+
- ProCo Rat

### その他
- Boss TU-2
- LINE 6 X2 wireless
- Dunlop Tortex .88mm picks
- DR strings
- Planet Waves cables

## 参考
- http://archenemy.net/2011/?go=theband&member=sharleedangelo